# Cypherpunk
Un cypherpunk es cualquier individuo que defienda el uso generalizado de la criptografía fuerte y las tecnologías que mejoran la privacidad como vía para el cambio social y político en desmedro del Estado y a favor del mercado libre en medios digitales. Originalmente se comunicaban a través de la lista de correo electrónico Cypherpunks, grupos informales cuyo objetivo era conseguir privacidad y seguridad mediante el uso proactivo de la criptografía. Los Cypherpunks han participado en un movimiento activo desde al menos finales de los 80 y principios de los 90.

## Historia

### Antes de la lista de correo
Hasta aproximadamente los años 70, la criptografía se practicaba principalmente en secreto en agencias militares o de espionaje. Sin embargo, la situación cambió cuando dos publicaciones la dieron a conocer al público: el primer trabajo sobre criptografía de clave pública disponible públicamente, de Whitfield Diffie y Martin Hellman, y la publicación por parte del gobierno de EE. UU. del Data Encryption Standard (DES), un cifrado por bloques que llegó a ser muy utilizado.
Las raíces técnicas de las ideas Cypherpunk se remontan a los trabajos del criptógrafo David Chaum sobre temas como el dinero digital anónimo y los sistemas de reputación seudónimos, descritos en su artículo "Security without Identification: Transaction Systems to Make Big Brother Obsolete" (1985).
A finales de los 80, estas ideas se convirtieron en algo parecido a un movimiento.

### Etimología y la lista de correo Cypherpunks
A finales de 1992, Eric Hughes, Timothy C. May y John Gilmore fundaron un pequeño grupo que se reunía mensualmente en la empresa de Gilmore, Cygnus Solutions, en la bahía de San Francisco. En una de las primeras reuniones, Jude Milhon lo llamó con humor cypherpunks, derivado de cipher y cyberpunk. En noviembre de 2006, la palabra se añadió al Oxford English Dictionary.
La lista de correo Cypherpunks se inició en 1992, y en 1994 contaba con 700 suscriptores. En su apogeo, fue un foro muy activo con discusiones técnicas sobre matemáticas, criptografía, ciencias de la computación, discusiones políticas y filosóficas, argumentos personales y ataques, etc., con algo de correo basura. Un correo electrónico de John Gilmore informa de una media de 30 mensajes al día desde el 1 de diciembre de 1996 hasta el 1 de marzo de 1999, y sugiere que el número era probablemente mayor con anterioridad. Se estima que el número de suscriptores alcanzó los 2000 en el año 1997.
A principios de 1997, Jim Choate e Igor Chudov crearon el Remisor distribuido Cypherpunks, una red de nodos de listas de correo independientes que pretendía eliminar el punto único de fallo inherente a una arquitectura de listas centralizada. En su apogeo, el Remisor distribuido Cypherpunks incluía al menos siete nodos. A mediados de 2005, al-qaeda.net dirigía el único nodo que quedaba. A mediados de 2013, tras una breve interrupción, el software de la lista de al-qaeda. net fue cambiado de Majordomo a GNU Mailman, y posteriormente el nodo fue renombrado a cpunks.org. La arquitectura CDR ya no existe, aunque el administrador de la lista declaró en 2013 que estaba explorando una forma de integrar esta funcionalidad con el nuevo software de listas de correo.
Durante un tiempo, la lista de correo cypherpunks fue una herramienta popular entre los "bombarderos de correo" (mailbombers), que suscribían a una víctima a la lista de correo con el fin de provocarle un diluvio de mensajes. (Esto se hacía normalmente como una broma, en contraste con el estilo de terrorista conocido como "bombardero de correo"). Esto llevó a los administradores de la lista de correo a instaurar un sistema de respuesta a la suscripción. Aproximadamente doscientos mensajes al día era lo habitual en la lista de correo, divididos entre discusiones y ataques personales, discusiones políticas, discusiones técnicas y spam inicial.
Acontecimientos como la redada de GURPS Cyberpunk dieron peso a la idea de que los particulares necesitaban tomar medidas para proteger su privacidad. En su apogeo, la lista discutía cuestiones de política pública relacionadas con la criptografía, así como cuestiones matemáticas, computacionales, tecnológicas y criptográficas más prácticas. La lista tenía diversos puntos de vista y probablemente no había unanimidad en nada. La actitud general, sin embargo, ponía definitivamente la privacidad personal y la libertad personal por encima de cualquier otra consideración.

#### Primeros debates sobre privacidad en línea
Quienes deseen comprender el contexto de la lista pueden remitirse a la historia de la criptografía; a principios de la década de 1990, el gobierno estadounidense consideraba el software criptográfico una munición a efectos de exportación. (El código fuente de PGP se publicó como libro de papel para eludir esta normativa y demostrar su inutilidad). En 1992, un acuerdo entre la NSA y SPA permitió la exportación de criptografía basada en RC2 y RC4 de 40 bits, que se consideraba relativamente débil (y, sobre todo después de la creación de SSL, hubo muchos concursos para romperla). El gobierno estadounidense también había intentado subvertir la criptografía mediante esquemas como Skipjack y key escrow. Tampoco se sabía que todas las comunicaciones eran registradas por las agencias gubernamentales (lo que más tarde se revelaría durante los escándalos de la NSA y AT&T), aunque los miembros de la lista lo tomaban como un axioma obvio.
La lista de correo cypherpunk original, y la primera lista derivada, coderpunks, estaban alojadas originalmente en toad.com de John Gilmore, pero tras una discusión con el administrador sobre la moderación, la lista se trasladó a varios servidores de correo con enlaces cruzados en lo que se denominó "lista de correo distribuida".
Toad.com siguió funcionando con la lista de suscriptores existente, los que no se dieron de baja, y se replicó en la nueva lista de correo distribuida, pero los mensajes de la lista distribuida no aparecían en toad.com.Hasta cierto punto, la lista de criptografía actúa como sucesora de cypherpunks; cuenta con muchas de las personas y continúa algunas de las mismas discusiones.

## Principios fundamentales
Las ideas básicas pueden encontrarse en A Cypherpunk's Manifesto (Eric Hughes, 1993): "La privacidad es necesaria para una sociedad abierta en la era electrónica. ... No podemos esperar que los gobiernos, las corporaciones u otras grandes organizaciones sin rostro nos concedan privacidad ... Debemos defender nuestra propia privacidad si esperamos tener alguna. ... Los Cypherpunks escriben código. Sabemos que alguien tiene que escribir software para defender la privacidad, y ... nosotros vamos a escribirlo".
Algunos son o han sido directivos de grandes empresas de alta tecnología y otros son investigadores de renombre.
La primera vez que los medios de comunicación hablaron de los cypherpunks fue en 1993 en un artículo de Wired de Steven Levy titulado Crypto Rebels:

Los presentes en esta sala esperan un mundo en el que las huellas informativas de una persona -desde una opinión sobre el aborto hasta el historial médico de un aborto real- sólo puedan rastrearse si la persona interesada decide revelarlas; un mundo en el que los mensajes coherentes recorran el planeta por red y microondas, pero los intrusos y los federales que intenten arrancarlos del vapor sólo encuentren galimatías; un mundo en el que las herramientas del fisgoneo se transformen en instrumentos de la privacidad.

Sólo hay una forma de que esta visión se materialice, y es mediante el uso generalizado de la criptografía. ¿Es tecnológicamente posible? Desde luego. Los obstáculos son políticos: algunas de las fuerzas más poderosas del gobierno están entregadas al control de estas herramientas. En resumen, hay una guerra entre los que quieren liberar la criptografía y los que quieren suprimirla. El aparentemente inofensivo grupo de personas esparcidas por esta sala de conferencias representa la vanguardia de las fuerzas pro criptografía. Aunque el campo de batalla parece remoto, lo que está en juego no lo es: El resultado de esta lucha puede determinar el grado de libertad que nuestra sociedad nos concederá en el siglo XXI. Para los Cypherpunks, la libertad es una cuestión que merece la pena arriesgar.

Los tres enmascarados de la portada de esa edición de Wired eran los destacados cypherpunks Tim May, Eric Hughes y John Gilmore.
Más tarde, Levy escribió un libro, Crypto: How the Code Rebels Beat the Government - Saving Privacy in the Digital Age,que cubre en detalle las guerras criptográficas de la década de 1990. "Code Rebels" en el título es casi sinónimo de cypherpunks.
Entre los documentos que ejemplifican las ideas cypherpunk se encuentran The Crypto Anarchist Manifesto (1992) de Timothy C. May y The Cyphernomicon (1994), A Cypherpunk's Manifesto.

### Confidencialidad de las comunicaciones
Un tema cypherpunk muy básico es la privacidad en las comunicaciones y la retención de datos. John Gilmore dijo que quería "una garantía -con física y matemáticas, no con leyes- de que podemos darnos una privacidad real de las comunicaciones personales".
Tales garantías requieren una criptografía fuerte, por lo que los cypherpunks se oponen fundamentalmente a las políticas gubernamentales que intentan controlar el uso o la exportación de la criptografía, que siguió siendo un problema a finales de la década de 1990. El Cypherpunk Manifesto afirmaba: "Los Cypherpunks deploran las regulaciones sobre criptografía, ya que la encriptación es fundamentalmente un acto privado".

### Anonimato y seudónimos
Podría decirse que la posibilidad de hablar y publicar de forma anónima es vital para una sociedad abierta y una auténtica libertad de expresión: ésta es la postura de la mayoría de los cypherpunks.

### Censura y control
En general, los cypherpunks se oponían a la censura y la vigilancia del gobierno y la policía.
En particular, muchos de los miembros de la lista consideraban un anatema el esquema del chip Clipper del gobierno de EE. UU. para la encriptación en custodia de las conversaciones telefónicas (encriptación supuestamente segura contra la mayoría de los atacantes, pero descifrable por el gobierno). Este fue un tema que provocó una fuerte oposición y trajo muchos nuevos reclutas a las filas cypherpunk. El participante en la lista Matt Blaze encontró un grave fallo en el sistema, lo que contribuyó a acelerar su desaparición.
Steven Schear sugirió por primera vez el canario de orden judicial en 2002 para frustrar las disposiciones de secreto de las órdenes judiciales y las cartas de seguridad nacional. A partir de 2013, los canarios de orden judicial están ganando aceptación comercial.

## Actividades
Como dice el Manifiesto, "los cypherpunks escriben código"; la noción de que las buenas ideas deben ponerse en práctica, no sólo discutirse, forma parte de la cultura de la lista de correo. John Gilmore, cuyo sitio albergaba la lista de correo original de los cypherpunks, escribió: "Estamos literalmente en una carrera entre nuestra capacidad para construir y desplegar tecnología, y su capacidad para construir y desplegar leyes y tratados. Es probable que ninguna de las partes se eche atrás o recapacite hasta que haya perdido definitivamente la carrera".

### Proyectos de software
Otros proyectos relacionados con el cypherpunk son PGP para la privacidad del correo electrónico, FreeS/WAN para la encriptación oportunista de toda la red, mensajes extraoficiales para la privacidad en el chat de Internet y el proyecto Tor para la navegación anónima por Internet.

### Hardware
En 1998, la Electronic Frontier Foundation, con la ayuda de la lista de correo, construyó una máquina de 200 000 dólares que podía forzar una clave del Estándar de Cifrado de Datos en pocos días. El proyecto demostró que DES era, sin duda, inseguro y obsoleto, en claro contraste con la recomendación del gobierno de EE. UU. sobre el algoritmo.

### Paneles de expertos
Cypherpunks también participó, junto con otros expertos, en varios informes sobre asuntos criptográficos.
Uno de ellos era "Longitudes mínimas de clave para cifradores simétricos que proporcionen una seguridad comercial adecuada", en el que se sugería que 75 bits era el tamaño mínimo de clave para que un cifrado existente pudiera considerarse seguro y mantenerse en servicio. En aquella época, el Estándar de Cifrado de Datos con claves de 56 bits seguía siendo un estándar del gobierno estadounidense, obligatorio para algunas aplicaciones.
Otros documentos eran análisis críticos de los esquemas gubernamentales. "Los riesgos de la recuperación de claves, la custodia de claves y el cifrado de terceros de confianza", evaluaba las propuestas de cifrado con custodia. Comentarios sobre la Revisión Técnica del Sistema Carnivore", analizó un esquema del FBI para monitorizar el correo electrónico.
Los Cypherpunks contribuyeron de forma significativa al informe del Consejo Nacional de Investigación de 1996 sobre la política de encriptación, La función de la criptografía en la seguridad de la sociedad de la información (CRISIS), este informe, encargado por el Congreso de EE. UU. en 1993, se desarrolló a través de extensas audiencias en todo el país de todas las partes interesadas, por un comité de personas con talento. En él se recomendaba una relajación gradual de las restricciones gubernamentales existentes en materia de cifrado. Como muchos otros informes de este tipo, sus conclusiones fueron ignoradas por los responsables políticos. Acontecimientos posteriores, como las sentencias definitivas en los pleitos de los cypherpunks, forzaron una relajación más completa de los controles inconstitucionales sobre el software de encriptación.

### Demandas judiciales
Los cypherpunks han presentado una serie de demandas, en su mayoría contra el gobierno de EE. UU. alegando que alguna acción gubernamental es inconstitucional. Phil Karn demandó al Departamento de Estado en 1994 por los controles de exportación de criptografía después de que éste dictaminara que, aunque el libro Applied Cryptography podía exportarse legalmente, un disquete que contenía una copia literal del código impreso en el libro era legalmente una munición y requería un permiso de exportación, que se negaron a conceder. Karn también compareció ante los comités de la Cámara de Representantes y del Senado que estudiaban cuestiones de criptografía.
Daniel J. Bernstein, apoyado por la EFF, también presentó una demanda por las restricciones a la exportación, argumentando que impedir la publicación del código fuente criptográfico es una restricción inconstitucional de la libertad de expresión. Ganó, anulando de hecho la ley de exportación.
Peter Junger también presentó una demanda por motivos similares y ganó.

### Desobediencia civil
Los Cypherpunks fomentaron la desobediencia civil, en particular, la ley estadounidense sobre la exportación de criptografía.Hasta 1997, el código criptográfico era legalmente una munición y caía bajo el ITAR, y las restricciones de longitud de clave en el EAR no se eliminó hasta el año 2000.

En 1995, Adam Back escribió una versión del algoritmo RSA para criptografía de clave pública en tres líneas de Perly sugirió a la gente que lo utilizara como archivo de firma de correo electrónico:
```
# !/bin/perl -sp0777i<X+d*lMLa^*lN%0]dsXx++lMlN/dsM0<j]dsj

$/
=
unpack
(
'H*'
,
$_
);
$_
=
`echo 16dio\U$k"SK$/SM$n\EsN0p[lN*1

lK[d2%Sa2/d0$^Ixp"|dc`
;
s/\W//g
;
$_
=
pack
(
'H*'
,
/((..)*)$/
)

```

Vince Cate creó una página web que invitaba a cualquiera a convertirse en traficante internacional de armas; cada vez que alguien hacía clic en el formulario, se enviaba por correo desde un servidor estadounidense a otro de Anguila un artículo restringido a la exportación, originalmente PGP y más tarde una copia del programa de Back.

### Ficción cypherpunk
En la novela Cryptonomicon, de Neal Stephenson, muchos personajes están en la lista de correo "Secret Admirers". Es evidente que se basa en la lista de los cypherpunks, y en los agradecimientos se menciona a varios de ellos. Gran parte de la trama gira en torno a ideas cypherpunk; los protagonistas están construyendo un paraíso de datos que permitirá transacciones financieras anónimas, y el libro está lleno de criptografía. Pero, según el autor,el título del libro -a pesar de su similitud- no está basado en el Cyphernomicon, un documento en línea de preguntas frecuentes sobre cypherpunk.

### Legado
Los logros de Cypherpunk también se utilizarían más tarde en el monedero electrónico canadiense, el MintChip, y en la creación de bitcoin. Fue una inspiración para la CryptoParty décadas más tarde, hasta tal punto que el Cypherpunk's Manifesto se cita en la cabecera de su Wiki, y Eric Hughes pronunció el discurso de apertura de la CryptoParty de Ámsterdam el 27 de agosto de 2012.

## Cypherpunks notables

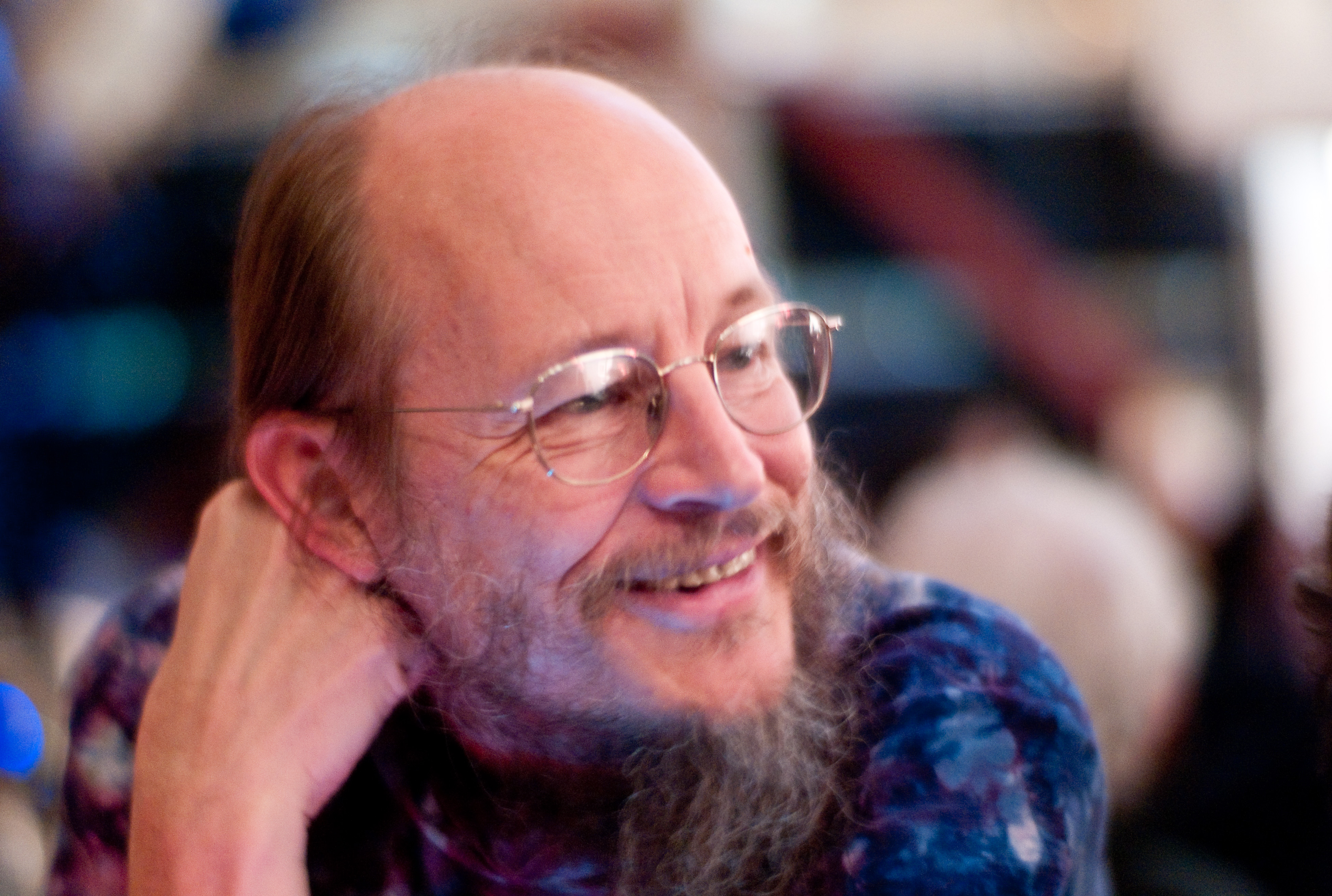
John Gilmore es uno de los fundadores de la lista de correo Cypherpunks, la Electronic Frontier Foundation y Cygnus Solutions. Creó la jerarquía alt.* en Usenet y es un importante colaborador del Proyecto GNU.

Entre los participantes en la lista Cypherpunks había muchas figuras notables de la industria informática. La mayoría eran asiduos a la lista, aunque no todos se autodenominaban "cypherpunks". A continuación se ofrece una lista de cypherpunks notables y sus logros:
- Marc Andreessen: cofundador de Netscape, que inventó SSL[56]
- Jacob Appelbaum: antiguo empleado del Proyecto Tor, defensor político[57]
- Julian Assange: Fundador de WikiLeaks, inventor de criptografía negable, periodista; coautor de Underground; autor de Cypherpunks: Freedom and the Future of the Internet; miembro de International Subversives. Assange ha declarado que se unió a la lista a finales de 1993 o principios de 1994.[5] Un archivo[58] de sus mensajes en la lista de correo cypherpunks se encuentra en Mailing List Archives.
- Derek Atkins: informático, experto en seguridad informática y uno de los creadores de RSA-129.[59]
- Adam Back: inventor de Hashcash y de las redes Eternity basadas en NNTP; cofundador de Blockstream.[60]Julian Assange, conocido cypherpunk que defiende el uso de la criptografía para garantizar la privacidad en Internet.

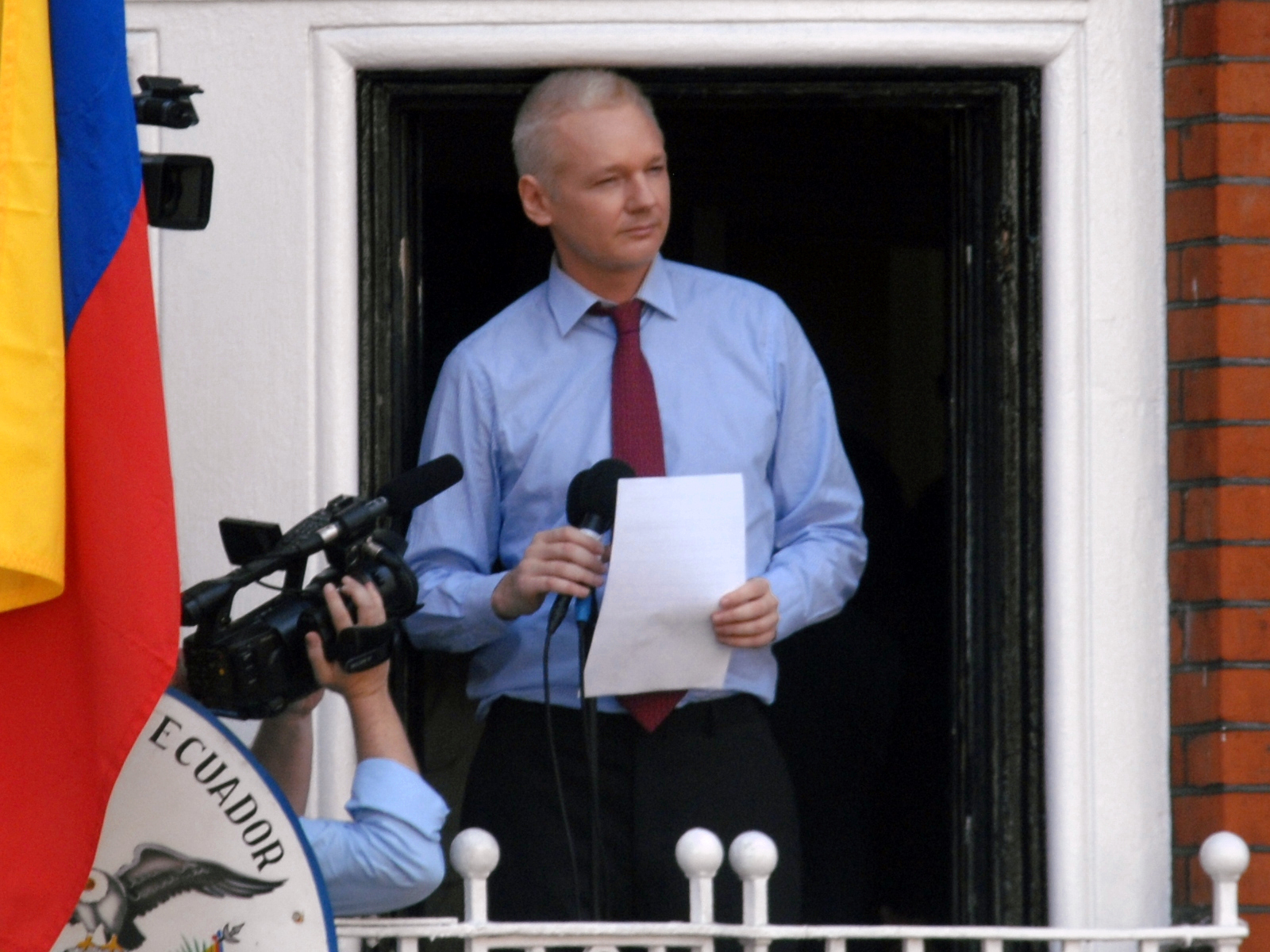
Julian Assange, conocido cypherpunk que defiende el uso de la criptografía para garantizar la privacidad en Internet.

- Jim Bell: autor de "Assassination Politics" (Política de asesinato)[61]
- Steven Bellovin: investigador de Bell Labs; más tarde profesor de Columbia; tecnólogo jefe de la Comisión Federal de Comercio de EE. UU. en 2012[62]
- Matt Blaze Investigador de Bell Labs; más tarde profesor de la Universidad de Pensilvania; encontró fallos en el chip Clipper.[63]

- Eric Blossom: diseñador del teléfono móvil criptográficamente seguro Starium; fundador del proyecto GNU Radio.[64]

- Jon Callas: responsable técnico de la especificación OpenPGP; cofundador y Director Técnico de PGP Corporation; cofundador con Philip Zimmermann de Silent Circle[65]
- Bram Cohen: creador de BitTorrent[66]
- Matt Curtin: fundador de Interhack Corporation; primer consejero docente del Club de Código Abierto de la Universidad Estatal de Ohio;[67] profesor en la Universidad Estatal de Ohio
- Hugh Daniel (fallecido): antiguo empleado de Sun Microsystems; director del proyecto FreeS/WAN (una de las primeras e importantes implementaciones freeware de IPsec)[68]
- Suelette Dreyfus: coinventora de la criptografía negable, periodista, coautora de Underground[69]
- Hal Finney (fallecido): criptógrafo; autor principal de PGP 2.0 y de las principales bibliotecas criptográficas de versiones posteriores de PGP; diseñador de RPOW.[70]
- Eva Galperin: investigadora de malware y defensora de la seguridad; activista de la Electronic Frontier Foundation.[71]
- John Gilmore*: Quinto empleado de Sun Microsystems; cofundador de Cypherpunks y de la Electronic Frontier Foundation; jefe de proyecto de FreeS/WAN.[72]

- Mike Godwin: abogado de la Electronic Frontier Foundation; defensor de los derechos electrónicos[73]

- Ian Goldberg*: profesor de la Universidad de Waterloo; codiseñador del protocolo de mensajería off-the-record[74]
- Rop Gonggrijp: fundador de XS4ALL; cocreador del criptófono[75]
- Matthew D. Green, influyente en el desarrollo del sistema Zcash[76]
- Sean Hastings: consejero delegado fundador de Havenco; coautor del libro God Wants You Dead.[77]
- Johan Helsingius: creador y operador del remailer Penet[78]
- Nadia Heninger: profesora adjunta en la Universidad de Pensilvania; investigadora de seguridad[79]
- Robert Hettinga: fundador de la Conferencia Internacional sobre Criptografía Financiera; creador de la idea de la criptografía financiera como subconjunto aplicado de la criptografía.[80]
- Mark Horowitz: autor del primer servidor de claves PGP[81]
- Tim Hudson: coautor de SSLeay, precursor de OpenSSL[82]
- Eric Hughes: miembro fundador de Cypherpunks; autor de A Cypherpunk's Manifesto.[24]
- Peter Junger (fallecido): profesor de Derecho en la Case Western Reserve University[83]
- Paul Kocher: presidente de Cryptography Research, Inc.; coautor del protocolo SSL 3.0[84]
- Ryan Lackey: cofundador de HavenCo, el primer paraíso de datos[85]

- Brian LaMacchia: diseñador de XKMS; jefe de investigación en Microsoft Research[86]

- Ben Laurie: fundador de The Bunker, miembro del equipo principal de OpenSSL, ingeniero de Google.[87]
- Jameson Lopp: ingeniero de software, CTO de Casa[88]
- Morgan Marquis-Boire: investigador, ingeniero de seguridad y activista de la privacidad[89]
- Matt Thomlinson (ficticio): ingeniero de seguridad, líder de los esfuerzos de seguridad de Microsoft en Windows, Azure y Trustworthy Computing, CISO en Electronic Arts.[90]
- Timothy C. May (fallecido): exjefe Científico Adjunto de Intel; autor de A Crypto Anarchist Manifesto y de Cyphernomicon; miembro fundador de la lista de correo Cypherpunks.[24]
- Jude Milhon (fallecido; alias "St. Jude"): miembro fundador de la lista de correo Cypherpunks, al que se atribuye el nombre del grupo; cocreador de la revista Mondo 2000.[91]
- Vincent Moscaritolo: fundador de Mac Crypto Workshop;[92] Ingeniero Criptográfico Principal de PGP Corporation; cofundador de Silent Circle y 4th-A Technologies, LLC
- Satoshi Nakamoto: Seudónimo del inventor o inventores de Bitcoin.[93]

- Vipul Ved Prakash: cofundador de Sense/Net; autor de Vipul's Razor; fundador de Cloudmark[94]

- Runa Sandvik: Desarrolladora de Tor, defensora política[95]
- Len Sassaman (fallecido): mantenedor del software Mixmaster Remailer; investigador en la Katholieke Universiteit Leuven; Biopunk[96]
- Steven Schear: creador del canario warrant; protocolo street performer; miembro fundador de la International Financial Cryptographer's Association[97] y GNURadio; miembro del equipo de Counterpane; ex director de la empresa de seguridad de datos Cylink y MojoNation
- Bruce Schneier*: conocido autor sobre seguridad; fundador de Counterpane[98]
- Richard Stallman: fundador de la Free Software Foundation, defensor de la privacidad[99]
- Nick Szabo: inventor de contratos inteligentes; diseñador de bit gold, precursor de Bitcoin[100]
- Wei Dai: Creó b-money; sistema de criptodivisas y co-propuso el algoritmo de autenticación de mensajes VMAC. La subunidad más pequeña del éter, el wei, lleva su nombre.[101]
- Zooko Wilcox-O'Hearn: Desarrollador de DigiCash y MojoNation; fundador de Zcash; codiseñador de Tahoe-LAFS.[102]
- Jillian C. York: Directora de Libertad de Expresión Internacional de la Electronic Frontier Foundation (EFF).[103]
- John Young: activista antisecreto y cofundador de Cryptome[104]
- Philip Zimmermann: creador original de PGP v1.0 (1991); cofundador de PGP Inc. (1996); cofundador con Jon Callas de Silent Circle[105]

* indica alguien mencionado en los agradecimientos de Cryptonomicon de Stephenson.